# 中华黄花稔
中华黄花稔（学名：Sida chinensis）为锦葵科黄花稔属下的一个种。